# Harold Munro Fox
 Harold Munro Fox - geboren als  Harold Munro Fuchs - (Clapham, 28 september 1889 - 29 januari 1967) was een Engels zoöloog.
Fox deed onderzoek naar mariene ongewervelden, in het bijzonder mosselkreeftjes. Fox leidde van 1924 tot 1925 een expeditie naar het Suezkanaal, om de lokale fauna te bestuderen.

## Academische loopbaan
Fox studeerde aan het Gonville and Caius College van de Universiteit van Cambridge van 1908 tot 1911. Vervolgens werkte hij een jaar bij de Marine Biological Association, waarna hij lector werd aan het Imperial College London. In deze periode veranderde hij zijn naam van Fuchs in Fox (14). Fox was vanaf 1919 vier jaar lector aan de Government School of Medicine in Caïro.
In 1927 werd hij hoogleraar zoölogie aan de Universiteit van Birmingham, wat hij tot 1941 zou blijven. Van 1941 tot 1954 bekleedde hij dezelfde functie aan het Bedford College van de Universiteit van Londen, waar hij in 1955 met emeritaat ging. Hij ging daarna door met zijn onderzoek.

## Erkenning
Fox werd in 1937 verkozen tot Fellow of the Royal Society en won in 1966 haar Darwin Medal.